# Deutsche Neurowissenschaften-Olympiade
Die Deutsche Neurowissenschaften-Olympiade (DNO) ist ein Wettbewerb für Schüler der Klassenstufen 8 bis 13 und hat das Ziel, das Interesse für Neurowissenschaften zu fördern. Sie findet in zwei Runden statt und dient zudem der Auswahl eines Teilnehmers für den International Brain Bee. Die erste Runde findet in verschiedenen Städten statt, die darauf folgende auf bundesweiter Ebene. Teilnehmer müssen Fragen aus verschiedenen Bereichen der Neurowissenschaften auf Englisch und meist live beantworten.

## Geschichte
Die Deutsche Neurowissenschaften-Olympiade ist Teil des internationalen „Brain Bee“-Programms, welches ca. 150 Einzelwettbewerbe in 40 Ländern jährlich umfasst. Es wurde in den 1990er-Jahren von Norbert Myslinski in den USA gegründet. Unterstützt durch Lehrer und Wissenschaftler expandierte es schnell in ca. 30 weitere Länder weltweit. Im Jahr 2015 konstatierten 45 Länder ihr Interesse an der Umsetzung lokaler Wettbewerbe.
Angelehnt an das amerikanische Vorbild gründete Julianne McCall im Jahr 2011 den „German Brain Bee“ und brachte den Wettbewerb damit nach Deutschland. Hauptsächlich von Ph.D.-Studenten organisiert, wurde er jährlich unter Teilnahme von bis zu 100 Gymnasien in Heidelberg ausgetragen.
Im Jahr 2015 schließlich wurde „German Brain Bee“ umbenannt in „Deutsche Neurowissenschaften-Olympiade“, organisiert von „Deutsche Neurowissenschaften-Olympiade e. V.“. Der Verein wird von Lehrern, Studenten, Professoren und Wissenschaftlern sowie von der Internationalen Biologieolympiade und Jugend Forscht unterstützt. Sein Motto – „Driving Connectivity“ – bezieht sich auf die organisatorischen und funktionalen Ebenen neuronaler Aktivität im menschlichen Gehirn. Es soll weiterhin das Ziel des Vereins unterstreichen, Forschung gemeinsam zu betreiben, um das Gehirn besser zu verstehen und die Menge neurologischer Erkrankungen besser behandeln zu können.
2016 begann das Vereins-Gremium zusammen mit Hilfe von Ph.D.-Studenten und anderen Wissenschaftlern mit der Expansion des Wettbewerbs über ganz Deutschland und hat es sich zum Ziel gesetzt, auch andere Projekte wie Sommerschulen zu organisieren.

## Wettbewerb
Die maximale Teilnehmerzahl des Wettbewerbs, der bisher lediglich in Heidelberg ausgetragen wurde, ist auf ca. 40 bis 45 Schüler pro Stadt begrenzt. Seit 2017 finden weitere Lokalrunden in Bonn, Frankfurt/Main und Berlin statt. Die besten 10 bis 15 Schüler daraus werden dann zur Finalrunde eingeladen, deren Austragungsort jährlich wechselt.
Der Wettbewerb unterteilt sich in fünf Disziplinen:
- zwei Podiumsabschnitte, während derer ein Komitee bestehend aus drei Professoren Fragen stellt
- eine kurze schriftliche Prüfung
- eine Neuroanatomie-Prüfung mit plastischen Gehirnmodellen zusätzlich zu echten mikroskopischen Präparaten des menschlichen Gehirns
- eine Patientendiagnose mit Patientenvideos und Mustern medizinischer Patientenanamnese

Der Wettbewerb wird auf Englisch ausgetragen, im Bedarfsfall ist die Jury allerdings auf Deutsch behilflich.

### Anmeldung und Vorbereitung
Um an einem der lokalen Wettbewerbe teilnehmen zu können, müssen Schüler sich online selbst registrieren und von den jeweiligen Lehrern ihrer Schule vorgeschlagen werden. Zur Vorbereitung auf den Wettbewerb, stellt das Organisationskomitee Literatur und einen entsprechenden Lernkatalog zur Verfügung. Dadurch haben alle Schüler, unabhängig von ihrem Wissensstand, die gleichen Chancen auf Erfolg.

### Auszeichnungen
Der Bundessieger erhält eine Trophäe und die Möglichkeit, Deutschland beim „International Brain Bee“ zu vertreten. Die Zweit- bis Fünftplatzierten werden ebenfalls mit kleineren Preisen geehrt, u. a. mit der Teilnahme an europäischen neurowissenschaftlichen Konferenzen. Der „International Brain Bee“ findet immer während einer internationalen wissenschaftlichen Konferenz statt, wodurch Teilnehmer die Möglichkeit bekommen, sich mit Wissenschaftlern anderer Länder auszutauschen.
Seit 2017 wird den Gewinnern jedes lokalen Wettbewerbs ein Sommerpraktikum in einem neurowissenschaftlichen Labor angeboten werden.

### Liste internationaler Brain Bee-Austragungsorte und assoziierter Konferenzen
- 2009 Toronto, Kanada – The American Psychological Association
- 2010 San Diego, Vereinigte Staaten – The American Psychological Association
- 2011 Florenz, Italien – The International Brain Research Organization
- 2012 Kapstadt, Südafrika – The World Congress of Psychology
- 2013 Wien, Österreich – World Congress of Neurology
- 2014 Washington, DC, Vereinigte Staaten – American Psychological Association Convention
- 2015 Cairns, Australien – International Soc. for Neurochemistry, Asian Pacific Soc. for Neurochemistry and Australasian Neuroscience Soc. Biennial Meeting
- 2016 Kopenhagen, Dänemark – 10th FENS Forum of Neuroscience
- 2017 Washington, DC, Vereinigte Staaten – DCAPA Annual Convention
- 2018 Berlin, Deutschland – 11th FENS Forum of Neuroscience
- 2019 Daegu, Südkorea  – IBRO World Congress of Neuroscience
- 2020 Washington, DC, Vereinigte Staaten – American Psychological Association Convention (abgesagt)[11][12]